# Бехоньский, Войцех
Войцех Бехоньский (пол. Wojciech Biechoński; 4 февраля 1839, Кельце, Келецкая губерния, Царство Польское — 31 декабря 1926, Львов, Польская Республика) — польский революционер и государственный деятель. Капитан повстанческих войск во время Восстания 1863 года.

## Биография
Войцех Бехоньский родился 4 февраля 1839 года в городе Кельце, (Келецкая губерния, Царство Польское). В 1857 году закончил реальное училище там же и переехав в Варшаву стал работать в казначействе Царства Польского тем не менее занимая мелкую должность. В 1859 году начал контактировать с подпольными польскими националистическими кружками став их активистом. В 1861 году из-за угрозы ареста уехал в Италию, где был принят в Польскую военную школу в Кунео. Во время обучения сдружился с также курсантом школы Романом Рогинским.
В конце 1862 года тайно вернувшись в Царство Польское был в звании капитана назначен военным комиссаром (фактический главнокомандующим всеми повстанческими подразделениями) Краковского воеводства.

## Участие в восстании 1863 — 1864 годов
В ночь с 10 (22) января на 11 (23) января 1863 командовал неудачным нападением мятежников на Кельце понес потери и бежал с небольшой группой повстанцев в Свентокшиские горы, где присоединился к отряду полковника Аполинария Куровского. Участвовал в бою за Сосновец, где отличившись получил чин капитана повстанческих войск. После разгрома Куровского под Мехувом 5 (17) февраля 1863 года бежал вместе с остатками подразделения на северо-восток, где присоединился к силам Мариана Лангевича перейдя в подразделение Антония Езераньского, затем участвовал в сражении за Малогощ и деле у Песковой Скалы.
После конфликта между Лангевичем и Езераньским ушел вместе с отрядом последнего в Галицию, где был назначен адъютантом при штабе генерала Юзефа Высоцкого участвовал в неудачной попытке последнего вторгнуться с отрядом мятежников на Волынь под Радивиловом 2 июля 1863 года, после чего вернулся в Галицию.
В сентябре 1863 приехал в Варшаву, где был назначен статс-секретарем в составе национального правительства Франтишека Добровольского (17 сентября — 17 октября 1863), после отставки которого недолго находился в составе правительства Ромуальда Траугутта.

## После восстания
В январе 1864 года уехал в Гейдельберг, затем жил в Вене и Цюрихе. В 1867 году переехал в город Горлице, где среди польской молодежи развёл активную образовательную и просветительскую деятельность.  В 1874 году переехал во Львов, где через несколько лет добился от властей права учредить «Общество взаимопомощи ветеранам Январского восстания», он также являлся его первым председателем. Вскоре Бехоньский получил место в городском совете. Развивал банковскую сферу города, занимался благотворительностью. В середине 1880-х вернулся в Горлице где был избран мэром города и в этой должности пробыл до 1902 года.
В 1904 году стал вице-председателем Общества ветеранов восстания 1863 — 1864 годов во Львове и на этой должности пробыл до самой своей смерти. После основания Польской Республики в 1918 году Войцех Бехоньский получил звание почетного доктора Львовского университета (всего это звание за всю историю учебного заведения носили 22 человека), а также был награждён Орденом Возрождения Польши II степени. 14 июня 1923 года удостоен звания почетного гражданина города Горлице.
С 24 октября 1926 года после смерти Марьяна Дубецкого и до своей смерти был последним живущим членом какого-либо из составов Национального правительства. 
Скончался 31 декабря 1926 года во Львове. 2 января 1927 года был похоронен на Лычаковском кладбище рядом с женой Камиллой Бехоньской (в девичестве Левицкая) (1849 — 20.07.1927).